# Hattsjö-Röjdtjärnen
Hattsjö-Röjdtjärnen är en sjö i Örnsköldsviks kommun i Ångermanland och ingår i Husåns huvudavrinningsområde. Sjön är 20,5 meter djup, har en yta på 0,0654 kvadratkilometer och är belägen 272 meter över havet. Sjön avvattnas av vattendraget Myrvattsbäcken.

## Delavrinningsområde
Hattsjö-Röjdtjärnen ingår i det delavrinningsområde (706084-165803) som SMHI kallar för Utloppet av Hattsjö-Röjdtjärnen. Medelhöjden är 290 meter över havet och ytan är 0,8 kvadratkilometer. Det finns ett avrinningsområde uppströms, och räknas det in blir den ackumulerade arean 1,44 kvadratkilometer. Myrvattsbäcken som avvattnar avrinningsområdet har biflödesordning 3, vilket innebär att vattnet flödar genom totalt 3 vattendrag innan det når havet efter 42 kilometer. Avrinningsområdet består mestadels av skog (69 procent). Avrinningsområdet har 0,07 kvadratkilometer vattenytor vilket ger det en sjöprocent på 8,9 procent.